# Deflație
Deflația este un fenomen economic care reprezintă opusul inflației, caracterizat prin scăderea prețurilor bunurilor și serviciilor. Acest fenomen are consecințe asupra unei economii naționale la fel de grave ca și inflația. El poate fi determinat, în principal, prin reducerea masei monetare și a creditului.
Potrivit lui Barro, deflația reprezintă o scădere a indicelui general al prețurilor într-o perioadă de timp. Deseori, deflația este cauzată de o reducere a ofertei de bani sau de o restrângere a creditului. Deflația poate fi de asemenea cauzată de o restrângere a cheltuielilor, fie din partea guvernului, fie din partea agenților economici, sau a investițiilor dintr-o economie. Deflația are de multe ori ca efect creșterea numărului șomerilor, întrucât cererea de bunuri și servicii în economie scade, pe fondul deficitului de lichidități. De asemenea deflatia poate fi consecinta consolidarii economice, cresterii economice, cresterea ratingului de tara. O consecinta fireasca este cresterea monedei nationale in raport principalele valute.
Deflația se produce, de obicei, atunci când oferta este ridicată (atunci când are loc o producție excesivă), atunci când cererea este scăzută (atunci când consumul scade) sau atunci când scade cantitatea de bani (uneori ca răspuns la o contracție creată din investiții neglijente sau o criză a creditelor). Se poate întâmpla, de asemenea, ca urmare a concurenței prea mari și a concentrării pieței.

## Exemple istorice de deflație
- cel mai tipic exemplu de deflație în secolul XX este scăderea prețurilor în timpul Marii Depresiuni din anii 1920-1930[2].
- în ultimele două decenii (de la mijlocul anilor 1990) procesele deflaționiste au fost caracteristice economiei japoneze (în limita a 1%)[3]. A apărut conceptul de "boală japoneză". Cauza acestei "boli" prelungite în ansamblu nu a fost stabilită de economie[4], iar simptomele au devenit vizibile clar în Europa.

## Tendințe deflaționiste în mai multe țări
În perioada de după 2000, în mai multe țări (în principal în Japonia, Statele Unite, Uniunea Europeană) există o tendință de scădere a ratelor dobânzilor (până la valori negative), dar acest lucru nu duce la o inflație semnificativă sau chiar însoțită de deflație.